# プルームテクトニクス

地球の構造、最外部の薄い地殻の下に上部マントルと下部マントルがある。中心の白い部分は核。プルームテクトニクスでは外部・内部マントルにおける変動を扱う。

プルームテクトニクス

プルームテクトニクス (plume tectonics) は、1990年代以降の地球物理学の新しい学説。マントル内の大規模な対流運動をプルーム (plume) と呼び、この変動をプルームテクトニクスと命名された。
プレートテクトニクス理論が地球の表面に存在するプレート（厚さ約100km）の変動（テクトニクス）を扱うのに対し、この説では深さ2,900kmに達するマントル全体の動きを検討する。日本の深尾良夫（元東京大学地震研究所）や丸山茂徳（東京工業大学地球生命研究所）が提唱している。
地震波トモグラフィーで調べると、マントル内部に上昇流とみられる高温領域、下降流とみられる低温領域が確認でき、こうした筒状の上下の流れ（プルーム）がマントルの対流に相当すると考えられる。

## マントルプルーム

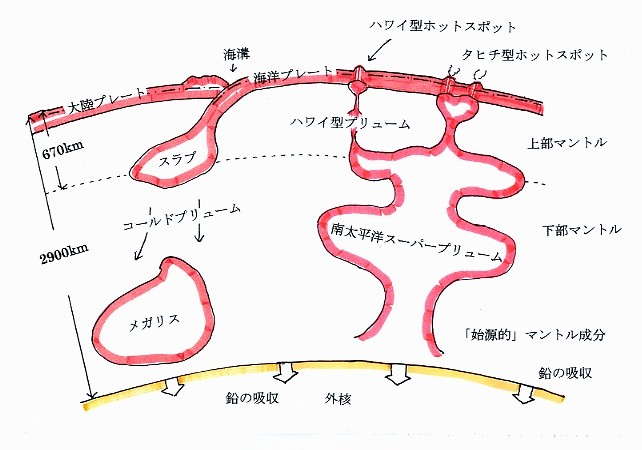
太平洋におけるホットプルーム、コールドプルームおよびホットスポット

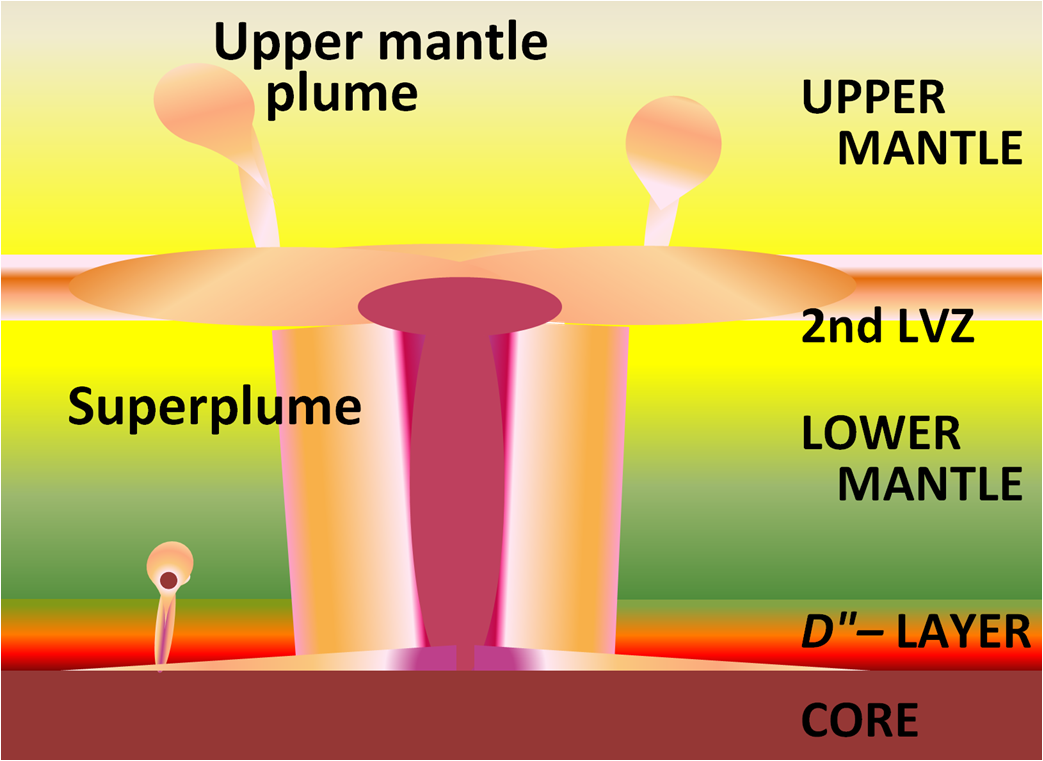
下部マントルにおけるスーパープルームの概念図

プルームとは（羽毛のように舞い上がる）「煙」を意味する。マントルは半径約6,357kmの地球の中で、深さ数十km - 約2,900kmまでの範囲を占めているが、その中を下降するプルーム（コールドプルーム）と上昇するプルーム（ホットプルーム）が存在する。プルームの上昇・下降とも、通常時は深さ670kmの所でいったん停滞する。この部分は上部マントルと下部マントルの境目に当たり、マントルを構成する鉱物がこの位置の温度と圧力を境に相変化するため、この上下でマントルの密度や固さが大きく変化すると想定されている。プルームが深さ670km付近を超え大きく上昇、あるいは下降したものをスーパープルームという。

### コールドプルーム
コールドプルームとは、周辺のマントルより温度が低く、マントル表層から中心部へ向かって下降するプルーム。コールドプルームの成り立ちはプレートテクトニクスと深く関係がある。大陸プレートと衝突した海洋プレートは海溝からマントル中に沈み込み、沈み込んだプレートは徐々に周辺のマントルと一体化していくが、大部分が比較的低温のまま、外部マントルと内部マントルの境目の深さ670kmの部分でいったん滞留した後、さらに内部マントルの底を目指して沈んでいく。何かのきっかけで下降流が複数寄り集まった場合には、強く大きな下降流が発生する。これはスーパーコールドプルームと呼ばれ、現在はユーラシア大陸のアジア大陸側の下に存在している。スーパーコールドプルームは周辺のプレートを吸い寄せるため、陸地を1か所に集めて超大陸を形成する原動力にもなる。
浴槽に木の葉を浮かべて栓を抜いたときを想像すると理解しやすい。水に浮いた木の葉は水栓の上に吸い寄せられて集まるが、地球では比重の小さい大陸地殻がスーパーコールドプルームに吸い寄せられる。現在ではインド亜大陸がアジアと衝突し、アフリカ大陸やオーストラリア大陸もアジアに接近しつつある。今は太平洋によって隔てられているアメリカ大陸もアジアに向かって移動しており、約2億年後にはほとんどの大陸が合体した超大陸（アメイジア大陸）が生まれると想定されている。（これとは逆に、将来的に新たなコールドプルームがユーラシア西部に出来ることで、大西洋が再び縮小に転じ、アメリカ大陸がユーラシア、アフリカ大陸の西岸に接近・合体するというシナリオもあり、これをパンゲア・ウルティマ大陸説と呼ぶ）

### ホットプルーム
ホットプルームとは、コールドプルームと逆に、深さ2,900kmの核との境目で核の熱を受けて高温になったマントル成分が上昇するものを呼ぶ。現在はアフリカ大陸の下と南太平洋にスーパーホットプルームが存在し、大地溝帯（グレート・リフト・バレー）が形成された原因であり、南太平洋に点在する火山の源であると考えられている。ホットプルームもまた、外部マントルと内部マントルの境目の深さ670kmの部分に一旦滞留するため、通常では地上へ激甚な影響を与えることはない。しかし大規模なスーパーホットプルームが直接地表に達すると、非常に激しい火山活動が発生すると考えられている。地球生命史上最も大きな大量絶滅が発生した2.5億年前のペルム紀/三畳紀境界（P-T境界）では史上最大級の溶岩噴出事件によりシベリア台地玄武岩（洪水玄武岩）が形成されたが、これはスーパーホットプルームによるものと考えられている。この時期は超大陸パンゲアが分裂を開始した時期に相当し、プルームの地表への到達と大陸分裂について相関性が指摘される。
将来的には、次の超大陸ができたときに直接地表に達する大規模なスーパーホットプルームが起こると考えられている。現在、次の超大陸形成には約2億年後に出現すると考えられるアメイジア大陸説と、約2億5千万 - 4億年後にかけて出現すると考えられるパンゲア・ウルティマ大陸説がある。アメイジア大陸説では現在の太平洋、パンゲア・ウルティマ大陸説では現在の大西洋での大規模なスーパーホットプルームの発生が推測される。

## 他の分野との関連
プレートテクトニクスでは、大陸プレートや海洋プレートの動きから、地球表面で発生している造山運動・地震・火山などの説明に至ったが、プレートが移動する方向について検討されておらず、超大陸の形成や分裂を説明することはできなかった。プルームテクトニクスはこれに説明をもたらした。また生物の大量絶滅の原因についても、地球内部の動きに起因する大陸の離合集散や、大規模な火山活動による二酸化炭素濃度の上昇に端を発する気候変動と関連付けて、学際的な研究が行われている。

## 評価
「プルームテクトニクス」という語は日本では丸山により朝日新聞紙上で発表され、ある程度は認知されているほか、この理論は高等学校学習指導要領における「地学基礎」・「地学」の内容に含まれているため、履修者はこの部分を学習することになる（故に大学入試でも問われる）。しかし、日本以外ではそれほど広まりを見せておらず、「プルーム仮説」(Plume Hypothesis) と呼ばれている。なおマントルプルーム (Mantle plume) の概念自体は浸透している。